# Каретный Ряд
Каре́тный Ряд (в XVIII веке Тележный ряд) — улица в Центральном административном округе города Москвы. Проходит от Среднего Каретного переулка до Садовой-Каретной улицы. Нумерация домов ведётся от Среднего Каретного переулка.

## Описание
Улица Каретный Ряд идёт с юго-востока на северо-запад между улицами Малая Дмитровка и Цветной бульвар. Является продолжением улицы Петровка, границей Петровки и Каретного Ряда служат Успенский и Средний Каретный переулки. За Садовым кольцом Каретный Ряд продолжается Краснопролетарской улицей. На улицу выходит Малый Каретный переулок (слева).

## Происхождение названия
Улица названа по жившим здесь в XVII—XVIII веках мастерам, изготовлявшим кареты и телеги.

## История
Вплоть до конца XVIII века Каретный ряд представлял собой северный отрезок Петровки. Здесь проходила дорога от Кремля мимо Высоко-Петровского монастыря к селу Сущёву.
В XVII—XVIII веках на севере Петровки селились мастера, изготовлявшие кареты и телеги. Каретная слобода дала имя и другим окрестным улицам и переулкам — Садово-Каретной улице, Большому, Малому и Среднему Каретному переулкам. На рубеже XVIII и XIX веков улица отделилась от Петровки и стала называться Тележным Рядом (сначала в обиходе, а затем и официально), а с начала XIX века — Каретным Рядом. Ввиду относительно большой ширины и малой протяжённости иногда называлась Каретнорядной площадью.
Во время пожара 1812 года каретная слобода полностью сгорела, в XIX веке мастера-каретники здесь уже не жили, однако торговля каретами велась по традиции именно на Каретном Ряду. Улица была престижным местом проживания, дома здесь строились знатью и богатыми купцами. С 1865 на улице существовала фабрика, изготовлявшая железнодорожные вагоны. В 1894 году вдоль левой стороны улицы был разбит сад «Эрмитаж». В 1896 году в открытом театре сада «Эрмитаж» впервые в Москве был продемонстрирован кинофильм.

## «Сад Эрмитаж»
Почти всю левую (нечётную) сторону улицы Каретный ряд занимает сад «Эрмитаж», созданный в 1894 году московским театральным антрепренёром Яковом Щукиным. Своё название парк получил «по наследству» от упразднённого незадолго до этого парка «Эрмитаж» на Селезнёвской улице.
Эрмитаж заслуженно носит славу театрального сада. В 1898 году здесь был открыт Московский художественный общедоступный театр, под руководством К. С. Станиславского и В. И. Немировича-Данченко, переехавший через 4 года в Камергерский переулок. В разные годы здесь располагались Театр имени Моссовета, Театр миниатюр и другие. В настоящее время в саду «Эрмитаж» располагаются театр «Новая Опера» (в реконструированном в 1997 году, по инициативе известного российского оперного дирижера Е. В. Колобова, здании «Зеркального» театра), театр «Эрмитаж», театр «Сфера» и открытая эстрада.

## Примечательные здания и сооружения
По нечётной стороне:
- № 3 — Сад «Эрмитаж»[1]
- № 5/10 — жилой дом. Здесь находится общество «Мемориал» и музей «Творчество и быт ГУЛАГа». В этом доме жили актёры Леонид Утёсов[2], Игорь Ясулович[3], Георгий Сорокин[4], кинорежиссёр Юрий Егоров[5], конферансье Борис Брунов[6], флейтист Юлий Ягудин[7], дирижёры Геннадий Рождественский[8] и Марк Эрмлер[9], композитор Марк Фрадкин[10], сценарист Морис Слободской[11].

По чётной стороне:
- № 2 — жилой дом и флигель (1883, архитектор П. Н. Ушаков)
- № 4, стр. 3 — гараж Совнаркома (конец 1920-х годов, архитекторы Г. П. Гольц, В. Третьяков.)[12]. Первый в Москве двухэтажный гараж[1].
- № 4, стр. 4 — дом Г. Ф. Маркова (1803; 1837; середина — 2-я половина XIX в.)[1]. Двухэтажный дом с мезонином купцов Марковых перестроен архитектором А. В. Флодиным в 1901 году. Украшение фасада — скульптуры греческих грифонов по сторонам фронтона. В 1903—1920 годах здесь жил, до советской реквизиции, К. С. Станиславский[13]. Здесь проходили читки пьес, бывали Горький, Шаляпин, Блок, Вахтангов[12][12]. В 1920 году в усадьбу въехала Транспортная комиссия Совнаркома. Позже по проекту Георгия Гольца к дому был пристроен гараж с круговыми пандусами и окнами-иллюминаторами[13]. Дом остаётся на территории режимного гаража. С 2009 года пребывает в статусе выявленного памятника[14]. В 2013 году Мосгорнаследие оформило охранное обязательство, предполагающее проведение реставрационных работ в срок до октября 2018 года. Дом пустует, затянут непроницаемой сеткой[15].
- № 6 — производственное здание (1930-е гг.)[1]
- № 8, стр. 1 — доходный дом Муратова с лавками в первом этаже, построен в 1905—1912 годах архитектором К. Дувановым. В 2005 г. здание было признано аварийным и включено в инвестконтракт с целью сноса и последующего нового строительства (распоряжение Правительства Москвы № 2494-РП от 08.12.05). Расселено, в первом этаже оставались арендаторы и собственники помещений. Однако позднее дом признан выявленным объектом культурного наследия[16], в 2010 году утвержден предмет охраны. В 2011 году в верхних этажах произошёл пожар. В марте 2016 года обрушилась одна из несущих стен дома в его дворовой части[17][18], предположительно, из-за того, что под той частью здания, которая в итоге рухнула, несколько лет назад был выкопан подвал[19]. В итоге был полностью разобран дворовый выступ здания[20]. В конце лета 2016 года Департаментом культурного наследия города Москвы выдано разрешение на проведение противоаварийных работ (право хозяйственного ведения закреплено за ГУП г. Москвы «МОСРЕМОНТ», распоряжения Департамента городского имущества города Москвы от 09.10.2014 № 15993 и от 02.04.2015 № 4318)[21]. Работы начались осенью 2016 года. В июле 2017 года на общественное обсуждение вынесен акт государственной историко-культурной экспертизы научно-проектной документации для проведения работ по сохранению выявленного объекта культурного наследия[22].

## Транспорт
Недалеко от начала улицы находятся станции метро «Тверская», «Пушкинская» и «Чеховская» (700 метров). От станции «Цветной бульвар» улицу отделяют 700 метров, от «Маяковской» — 900 метров. По улице пролегает маршрут автобуса № с511. Движение автомобилей — двустороннее.